# Alagrundet (vid Sorpo, Pargas)
Alagrundet är en ö i Finland. Den ligger i Skärgårdshavet och i kommunen Pargas i den ekonomiska regionen  Åboland i landskapet Egentliga Finland, i den sydvästra delen av landet. Ön ligger omkring 32 kilometer söder om Åbo och omkring 150 kilometer väster om Helsingfors. Alagrund hör till Heisala by.
Öns area är 0,5 hektar och dess största längd är 90 meter i sydväst-nordöstlig riktning.